# Shauna Coxsey
Shauna Coxsey (Runcorn, 27 de enero de 1993) es una deportista británica que compite en escalada. Ganó dos medallas de bronce en el Campeonato Mundial de Escalada de 2019, en las pruebas de bloques y combinada.

## Palmarés internacional
| Campeonato Mundial | Campeonato Mundial | Campeonato Mundial | Campeonato Mundial |
| Año                | Lugar              | Medalla            | Prueba             |
| ------------------ | ------------------ | ------------------ | ------------------ |
| 2019               | Hachioji (Japón)   | Medalla de bronce  | Bloques            |
| 2019               | Hachioji (Japón)   | Medalla de plata   | Combinada          |